# Латина
Латина  (на италиански: Latina) е град и община в западната част на Централна Италия, регион Лацио. Град Латина е столицата и административния център на едноименната провинция Латина. Градът е основан на 30 юни 1932 г. под името Литория (Littoria). През 1946 г. получава името Латина. Площта му е 277,78 km². Намира се на 62 km от Рим и е вторият по големина град в административен регион Лацио след Рим. Населението на града възлиза на 126 470 жители към 31 декември 2017 г.

## Музеи
Galleria Civica d'Arte Moderna e Contemporanea – Музей, стопанисван от общината, има картини на художници (от XIX век и съвременни художници).

## Спорт
Представителният футболен отбор на града се казва Унионе Спортива Латина Калчо.